# 生見愛瑠
生見愛瑠（日语：／ Nukumi Meru */?，2002年3月6日—）是日本女性模特兒、電視藝人，愛知縣稻澤市出身，所屬經紀公司為愛貝克思管理。暱稱為「Meruru」（めるる），並常以此名在媒體演出。身高165公分，體重45公斤。2014年參加愛貝克思的徵選活動而在演藝圈出道，曾先後成為時尚雜誌《Nico☆Puchi》及《Popteen》的專屬模特兒，現為時尚雜誌《CanCam》的專屬模特兒。

## 戲劇作品

### 電視劇
- 回答不出時尚（2021年3月1日（2月28日深夜） - 3月22日（21日深夜），日本電視台） - 主演・木之宮茜
- 不良少年與白手杖女孩（2021年10月6日 - 12月15日，日本電視台） - 橙野八子
- 石子與羽男：這種事能告嗎？ 第4話（2022年8月5日，TBS） - 堂前一奈
- 至少在週日晚上...（2023年4月30日 - 7月2日，朝日放送電視台・朝日電視台） - 樋口若葉
- 風間公親－教場0－ 第4話（2023年5月1日，富士電視台） - 萱場千壽留
- SEXY田中小姐（2023年10月22日 - 12月24日，日本電視台） - 倉橋朱里
- 誰曾愛過我？（2024年4月9日 - 6月18日，TBS，另中文譯名：轉轉轉誰和我戀愛了） - 主演・緒方まこと
- 毛骨悚然撞鬼經驗 25週年特別篇「陌生的同事」（2024年8月17日，富士電視台） - 主演・吉永初音

### 電影
- 萌男友是柑橘色（2022年7月8日） - 佐佐木萌衣
- 電影版TOKYO MER：行動急診室 南海任務（2025年8月1日） - 知花青空

### 動畫電影
- 電影 Healin' Good ♥ 光之美少女 夢想的小鎮心動不已！GoGo！大變身！！（2021年3月20日） - 飾演本人
- 我的英雄學院劇場版：YOU'RE NEXT（2024年8月2日） - 安娜·謝爾維諾[3]

### 電視節目
- 已經中午了！（日本電視台）
  - 週三季度常規出演（2020年2月5日 - 3月25日）
  - 週四常規出演（2021年4月1日 - ）
- SCHOOL革命！（2020年4月 - 、日本電視台） - J組學生

## 外部鏈結
- 官方网站 （日語）
- 生見愛瑠的X（前Twitter） （日語）
- 生見愛瑠的Instagram帳戶 （日語）
- 生見愛瑠的TikTok （日語）
- 生見愛瑠的Ameba部落格（日語）